# Buschberg
Buschberg je nejvyšší kopec v pohoří Weinviertler Hügelland v dolnorakouském Weinviertelu (vinné čtvrti).

## Geografie
Buschberg má nadmořskou výšku 491 metrů a ve dnech dobré viditelnosti je jasný pohled na celou Vídeňskou pánev až k jižnímu Dunaji na hory Schneeberg (2076 m) a Rax (2007 m).
Název „Buschberg“ není od nynějšího označení houštiny, ale od staroněmeckého „pusk“, což je výraz pro vypouklinu. Tím tvarem se liší od jiných kopců v okolí.

## Popis
Poblíž vrcholu horská chata „Buschberghütte“ s výškou 484 m je nejníže postavenou chatou rakouského alpského spolku. Na vrcholu je umístěna radarová stanice Austro Control pro civilní leteckou dopravu celého východu Rakouska. Nedaleko vrchu „Steinmandlu“ stojí radiolokátor rakouského spolkového vojska - vojenská kontrola vzdušného prostoru.
Jak ukazují archeologické nálezy, území kolem Buschbergu bylo velmi brzy osídleno. Při vykopávkách byl nalezen římský dům, z tohoto objevu se předpokládá, že Římané dům postavili pro Germány, protože území severně od Dunaje nikdy nepatřilo Římanům.

## Současnost
Dnes okolí kolem Buschbergu patří pod přírodní park Leiser Berge.